# Кентиш-таун (станція)
51°33′03″ пн. ш. 0°08′27″ зх. д. / 51.550833° пн. ш. 0.140833° зх. д.
Кентиш-таун (англ. Kentish Town) — станція відгалуження Хай-Барнет Північної лінії Лондонського метро та National Rail, франшиза Thameslink. Станція розташована у 2-й тарифній зоні, у районі Кентиш-таун, боро Кемден, Лондон, між станціями для метрополітена Хайгейт та Тафнелл-парк. Пасажирообіг на 2017 рік  для Лондонського метро — 8.35 млн осіб. для National Rail-2.697 млн осіб.

## Історія
- січень 1968: Midland Railway (MR)
- 22. червня 1907: Початок трафіку Charing Cross, Euston and Hampstead Railway (попередниця Північної лінії)

## Пересадки
- На автобуси London Bus маршрутів: 134, 214, 393, C2 та нічний маршрут N20.
- На залізничну станцію Кентиш-таун-Вест.